# ویکتوریا کوموا
ویکتوریا الکساندروونا کوموا (به روسی: Виктория Александровна Комова) ژیمناست زادهٔ ۳۰ ژانویهٔ ۱۹۹۵ میلادی اهل کشور روسیه است.